# Tlenek dichloru
Tlenek dichloru (nazwa Stocka: tlenek chloru(I)), Cl
2O – nieorganiczny związek chemiczny z grupy tlenków kwasowych, bezwodnik kwasu podchlorawego (bezwodnik podchlorawy). Został odkryty w 1834 roku.

## Budowa i właściwości
Tworzy cząsteczki o symetrii C2V i długości wiązań O−Cl 170,0 pm, z kątem pomiędzy nimi wynoszącym 110,9°. W temperaturze pokojowej jest żółtobrunatnym gazem, w niższych temperaturach w postaci cieczy lub ciała stałego ma barwę czerwonobrunatną. Dobrze rozpuszcza się w wodzie, w której występuje w równowadze z kwasem podchlorawym:
Cl
2O + H
2O ⇌ 2HClO
Jest niestabilny i wybucha po ogrzaniu bądź pod wpływem iskry, wybuchowe są również jego mieszaniny z amoniakiem.

## Otrzymywanie
Tlenku dichloru nie można otrzymać przez bezpośrednią syntezę z pierwiastków, dlatego stosuje się inne metody, jak np. reakcje tlenku rtęci(II) bądź wilgotnego węglanu sodu z chlorem:
2HgO + 2Cl
2 → HgCl
2·HgO + Cl
2O
2Na
2CO
3 + H
2O + 2Cl
2 → 2NaHCO
3 + 2NaCl + Cl
2O
Obie metody mają zastosowanie przemysłowe.

## Zastosowanie
Wykorzystywany jest do produkcji podchlorynów (np. podchlorynu wapnia), wybielania pulpy drzewnej i tkanin, otrzymywania m.in. chloroizocyjanuranów i rozpuszczalników chlorowanych.